# مجموعة مراقبة حالة حرية التعبير في تونس
مجموعة مراقبة حالة حرية التعبير في تونس (بالإنجليزية: Tunisia Monitoring Group)‏ هو تحالف ل15 منظمة مدافعة عن حرية التعبير، وكلهم أعضاء في الشبكة الدولية لتبادل المعلومات حول حرية التعبير (IFEX) التي تجمع العديد من المنظمات الغير حكومية المدافة عن حرية التعبير وحرية الصحافة.

تراقب المجموعة انتهاكات حرية التعبير في تونس لتركيز الاهتمام على حاجة هذا البلد لتحسين مستوى احترام حقوق الإنسان، وخاصة كبلد مستضيف للقمة العالمية حول مجتمع المعلومات في نوفمبر 2005.

## أعضاء المجموعة
- الاتحاد الدولي لجمعيات ومؤسسات المكتبات
- الجمعية العالمية للصحف
- الرابطة العالمية لإذاعات الراديو المجتمعية
- الاتحاد الدولي للصحفيين
- الصحفي في خطر
- المادة 19
- صحفيون كنديون من أجل حرية التعبير
- مؤشر الرقابة
- المعهد الدولي للصحافة
- معهد الإعلام لأفريقيا الجنوبية
- إنترناشيونال بين
- الشبكة العربية لمعلومات حقوق الإنسان
- المنظمة المصرية لحقوق الإنسان
- القلم النرويجي
- اتحاد الناشرين الدولي
- اللجنة العالمية لحرية الصحافة

## مهمات الدراسة وتقصي الحقائق

### بعثة يناير 2005
بين 14 و19 يناير 2005، قام 6 أفراد من المجموعة بمهمة دراسة وجمع حقائق في تونس، حيث قاموا بلقاء كتاب وناشرين ومحررين وصحفيين ونشطاء حقوق الإنسان وباحثين وأكاديميين، فضلا عن مسؤولين حكوميين ومنظمات مدعومة من قبل الحكومة.

على إثر هذه المهمة، نشرت المجموعة تقريرا عنوانه «تونس: حرية التعبير تحت الحصار» (Tunisia: Freedom of Expression Under Siege) وثّق الاستخدام واسع النطاق للرقابة في البلاد، بما في ذلك:
- سجن الأفراد للتعبير عن أرائهم أو لأنشطتهم الإعلامية.
- إغلاق مواقع الويب، بما فيهم مواقع الأخبار والإعلام، ومراقبة الشرطة المستمرة للبريد الإلكتروني ومقاهي الإنترنت.
- منع نشر الكتب والمنشورات.
- التضييق على حرية التعبير، بما في ذلك حق التنظم والاجتماع وتكوين منظمات قانونية.
- التضييق على حرية التنقل للمدافعين عن حقوق الإنسان والمعارضين السياسيين، إضافة إلى المراقبة البوليسية والاضطهاد والترهيب واعتراض الاتصالات.
- عدم وجود تعددية في ملكية وسائل البث، مع إذاعة خاصة واحدة وقناة تلفزيونية خاصة واحدة، كلاهما يعتبران مواليين للرئيس زين العابدين بن علي.
- رقابة على الصحافة المكتوبة وعدم وجود تنوع في محتوى الصحف.
- استخدام التعذيب مع الإفلات من العقاب من قبل الأجهزة الأمنية.

### بعثة سبتمبر 2005
في سبتمبر 2005، عاد أعضاء المجموعة لتونس للتحقق ما إذا كانت ظروف حرية التعبير قد تحسنت منذ التقرير الأول. إلا أنهم اكتشفوا أن الرقابة قد زادت. تم نشر تقرير محيّن عنوانه «حرية التعبير في تونس: الحصار يشتد» (Freedom of expression in Tunisia: the siege intensifies) كشفت فيه المجموعة أنه يوجد رقابة منتظمة على الصحافة والكتب، وغلق مواقف الإنترنت، المراقبة المنتظمة على البريد الإلكتروني والهاتف، رفض إعطاء الحق في الاعتماد القانوني لجمعيات مستقلة من المجتمع المدني، واضطهاد حرية التجمع.

### بعثة أبريل 2006
بين 18 و22 أبريل 2006، ثلاثة أعضاء من المجموعة عادوا إلى تونس لتقصي الحقائق حول حرية التعبير، ونشروا تقريرا عنوانه «إدعاءات وأكاذيب: بعد مرور ستة أشهر على القمة العالمية حول مجتمع المعلومات، حرية الرأي والتعبير في تونس مازالت تحت الحصار».

### بعثة مارس 2007
بين 28 فبراير و4 مارس 2007، عاد 16 عضوا من المجموعة إلى تونس لتقصي الحقائق حول حرية التعبير وطلب الإفراج الفوري عن المحامي محمد عبو السجين منذ مارس 2005. نشرت المجموعة تقريرا رابعا عنوانه «حرية التعبير في تونس: الحصار يستمر».

## توصيات للحكومة التونسية
تعتقد مجموعة مراقبة حالة حرية التعبير في تونس أن الحكومة التونسية يجب أن تمتثل لالتزاماتها الدولية لتوقيعها على معاهدات الأمم المتحدة التي تخص حقوق الإنسان مثل العهد الدولي الخاص بالحقوق المدنية والسياسية وكبلد مستضيف للقمة العالمية حول مجتمع المعلومات التي نضمت في تونس العاصمة في نوفمبر 2005.

وبالتالي، تحث المجموعة السلطات التونسية على:
- الإفراج عن حمادي الجبالي، رئيس تحرير جريدة الفجر، إضافة إلى مئات المساجين مثله المعتقلين من أجل أرائهم الدينية والسياسية والذين لم يدافعوا أو يستعملوا يوما العنف.
- التخلص من العقوبات الإدارية ضد الصحفي عبد الله الزواري، والتي تجبره للعيش 500 كم بعيدا عن زوجته وأبنائه وضمان حقوقه الأساسية في حرية التنقل والتعبير.
- إطلاق سراح المدونين الإلكترونيين والمعارضين السبعة والمعروفين تحت اسم شباب جرجيس، حيث أنهم عقب محاكمات جائرة حكم عليهم فيها بأحكام طويلة تحت ادعاء استخدام الإنترنت لارتكاب هجمات إرهابية (وقد تبين أنه لم تقدم أي أدلة على ارتكاب مخالفات، وفقا لمحاميهم والجماعات المحلية والدولية لحقوق الإنسان أثناء المحاكمة).
- وضع حد للهرسلة والهجمات المتكررة ضد النشطاء السياسيين والمدافعين عن حقوق الإنسان، وكذلك عائلاتهم وأصدقائهم، ومحاكمة المسؤولين عن هذه الهجمات ومرتكبيها.
- وقف حجب المواقع ووضع مقاهي الإنترنت ومستخدمي الإنترنت تحت المراقبة.
- حذف قائمة الكتب المحظورة، نهاية الرقابة، والامتثال للمعايير الدولية لحرية التعبير.
- اتخاذ إجراءات ضد التدخل من قبل موظفي الحكومة في الحياة الخاصة للأنشطة السياسية والمدافعين عن حقوق الإنسان ووقف اعتراض البريد والبريد الإلكتروني.
- رفع تحجير السفر التعسفي عن المدافعين عن حقوق الإنسان والناشطين السياسيين، بمن فيهم مختار اليحياوي ومحمد النوري.
- تقدم جدي لرفع جميع القيود المفروضة على الصحافة المستقلة وتشجيع تنوع المحتوى ومراقبة وسائل الإعلام.
- تعزيز التعددية الحقيقية في محتوى البث والمراقبة، بما في ذلك وضع إجراءات عادلة وشفافة لمنح التراخيص الإذاعية والبث التلفزيوني.
- السماح للتحقيق المستقل في حالات التعذيب المزعومة التي ترتكبها قوات الأمن.
- الامتثال للمعايير الدولية لحرية تكوين الجمعيات والتجمع، ومنح الاعتراف القانوني لمنظمات المجتمع المدني المستقلة مثل المجلس الوطني للحريات بتونس ومركز تونس لاستقلال القضاء ورابطة الكتاب الأحرار والمرصد الوطني لحرية الصحافة والنشر والإبداع والجمعية الدولية لمساندة المساجين السياسيين والجمعية التونسية لمناهضة التعذيب وراد أتاك تونس.

## مقالات ذات صلة
- الرقابة في تونس
- الإشراف والرقابة علي الإنترنت حسب البلد

## روابط خارجية
- أخبار مجموعة مراقبة حالة حرية التعبير في تونس على موقع الشبكة الدولية لتبادل المعلومات حول حرية التعبير.
- أخبار مجموعة مراقبة حالة حرية التعبير في تونس على موقع الشبكة العربية لمعلومات حقوق الإنسان.